# Eibertingen
Eibertingen (französisch Ebertange) ist ein Dorf in der Gemeinde Amel in der Deutschsprachigen Gemeinschaft in Belgien. Mit 166 Einwohnern (Januar 2013) gehört Eibertingen zu den kleineren Ortsteilen der Gemeinde Amel.

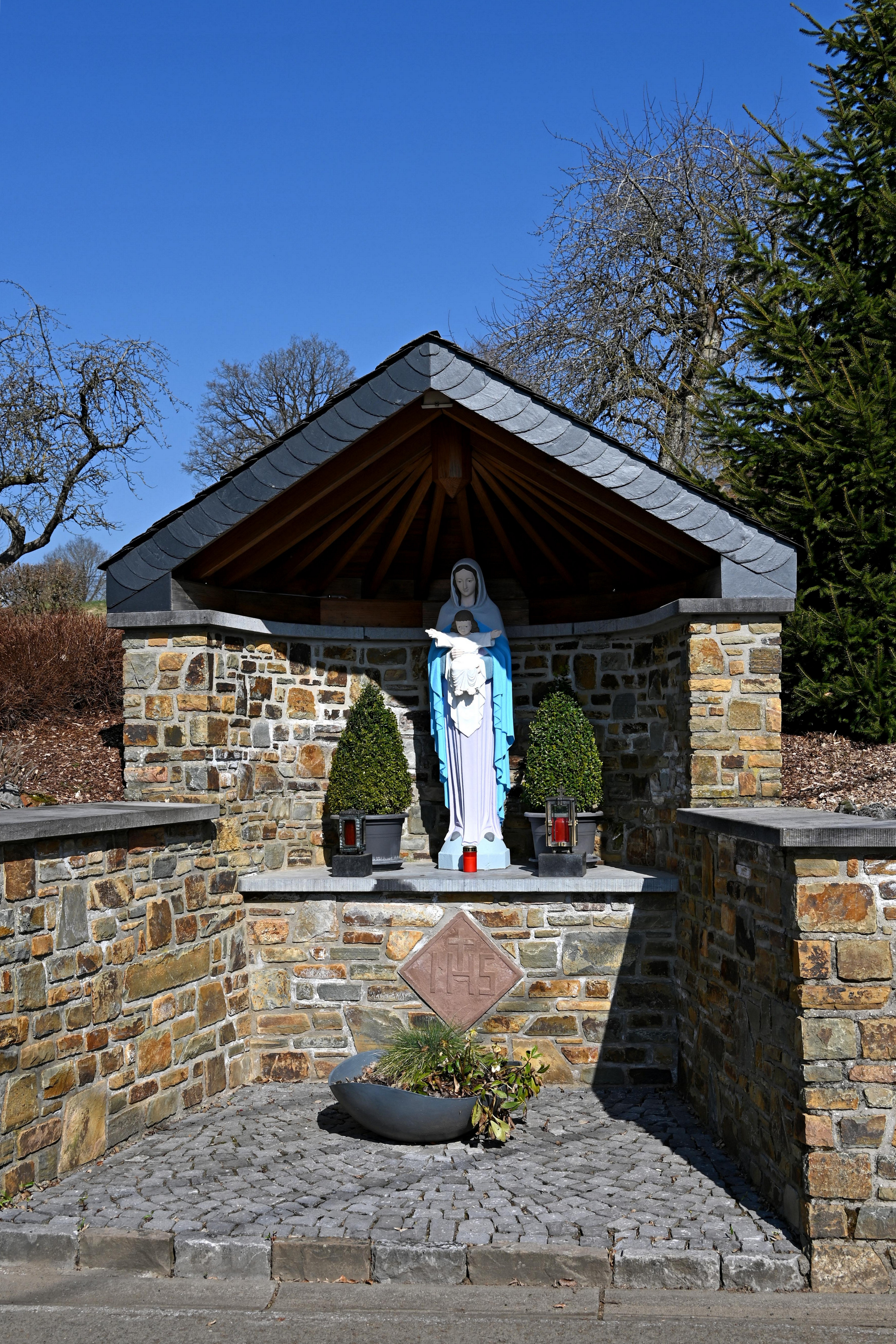
Marienkapelle in Eibertingen

Eibertingen liegt eineinhalb Kilometer nordwestlich des Ameler Kernorts und südlich der Eibertinger Heide.

Kapelle St. Sebastian
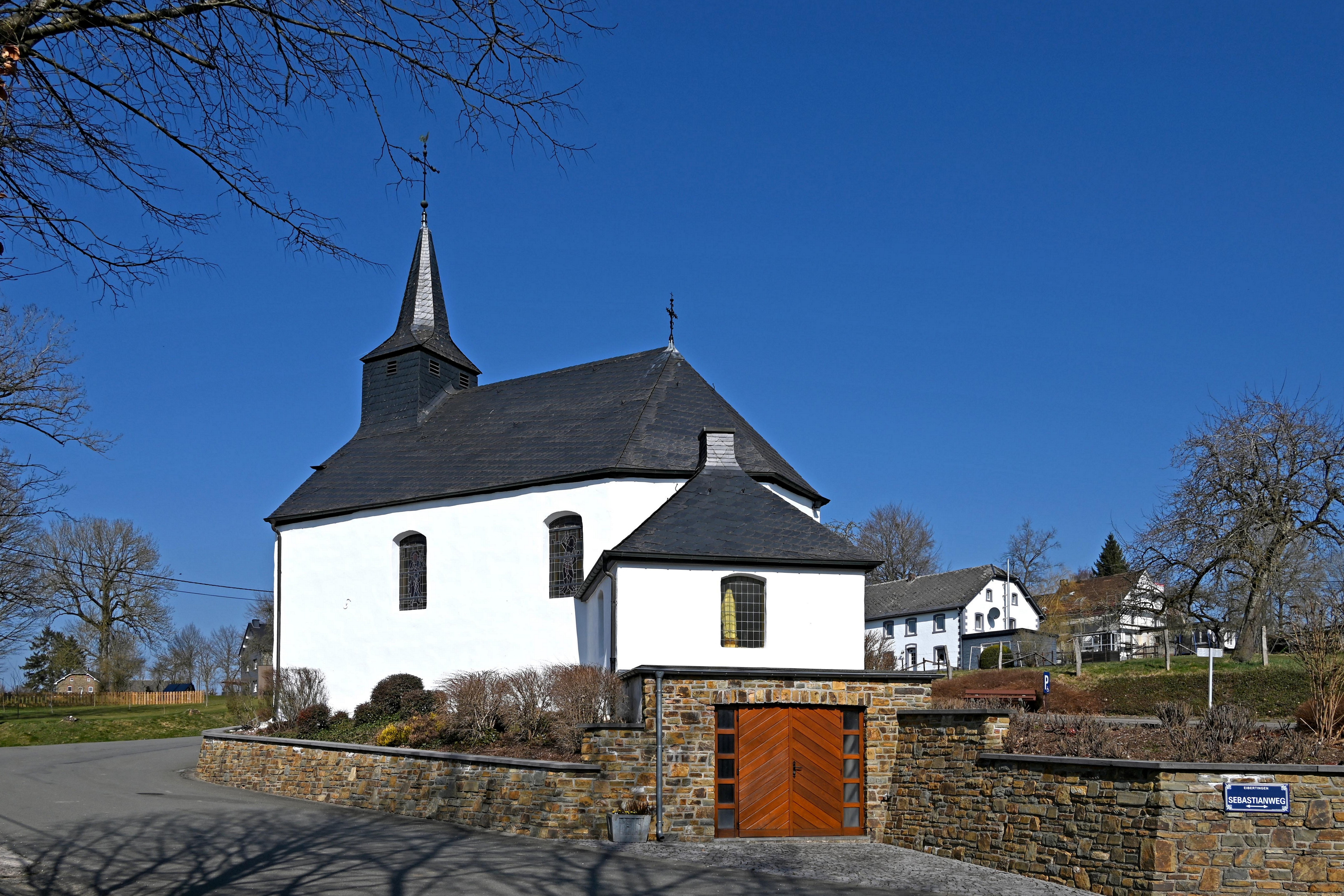
Kapelle St. Sebastian
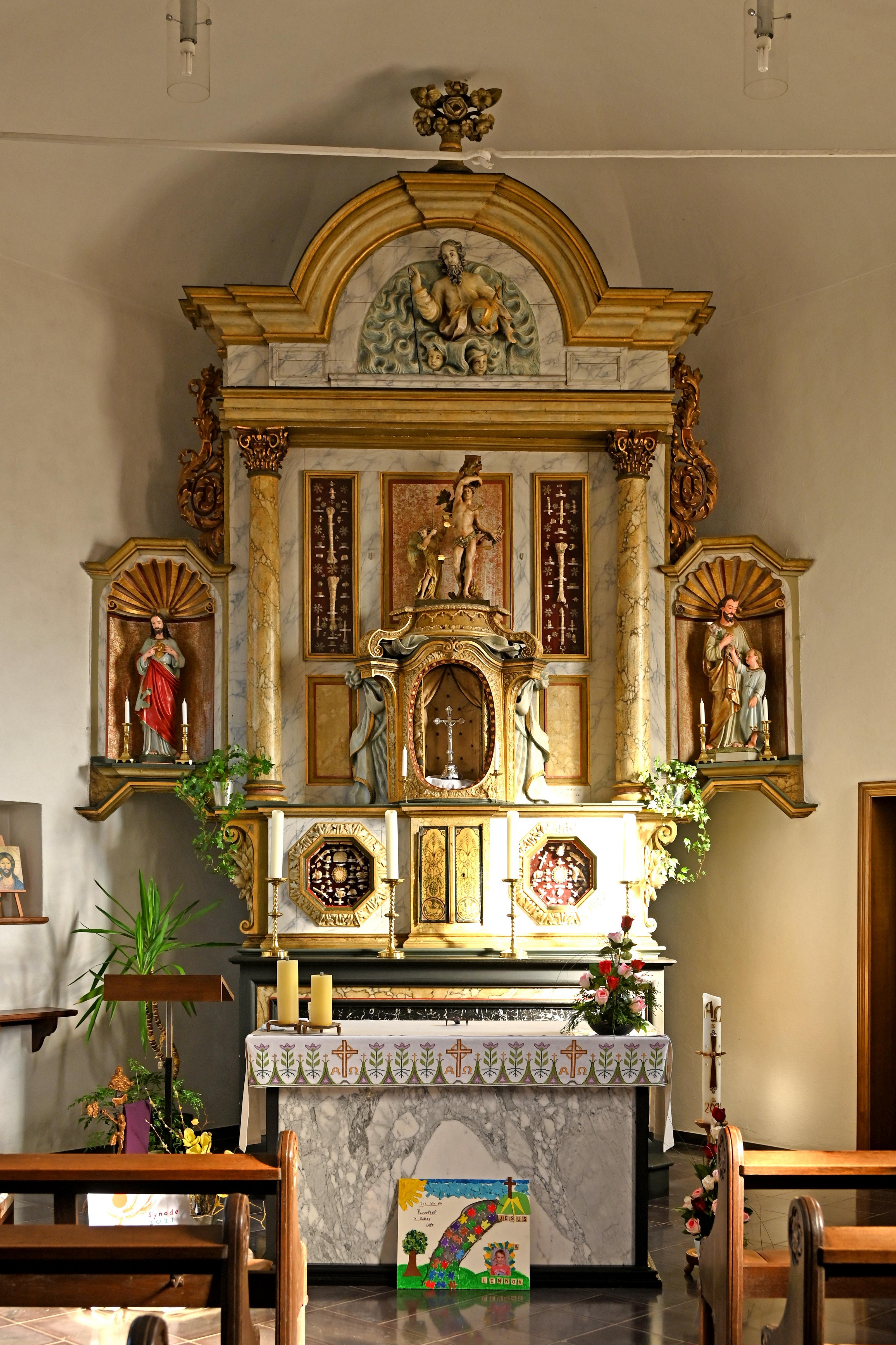
Barockaltar von 1701
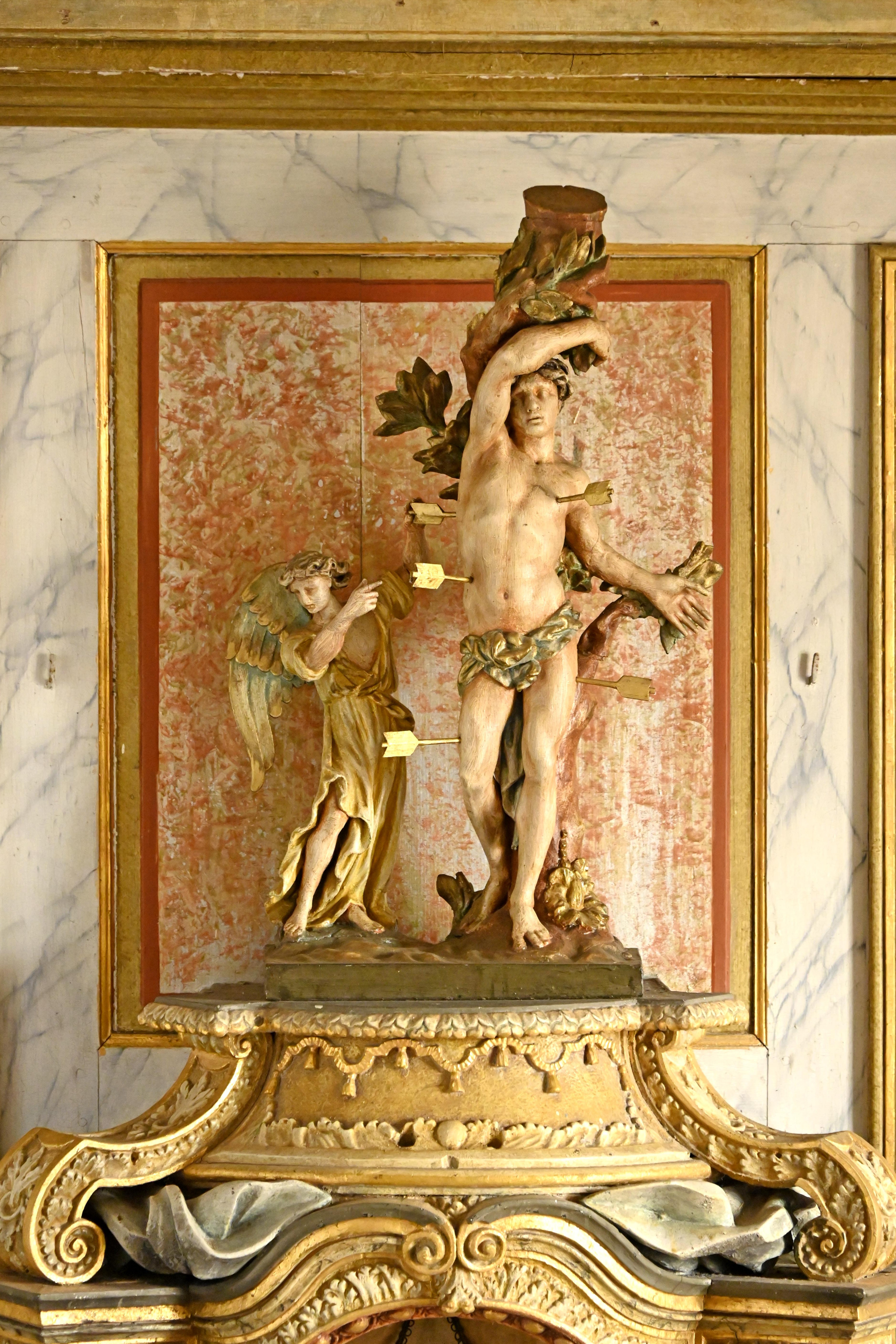
Statue St. Sebastian
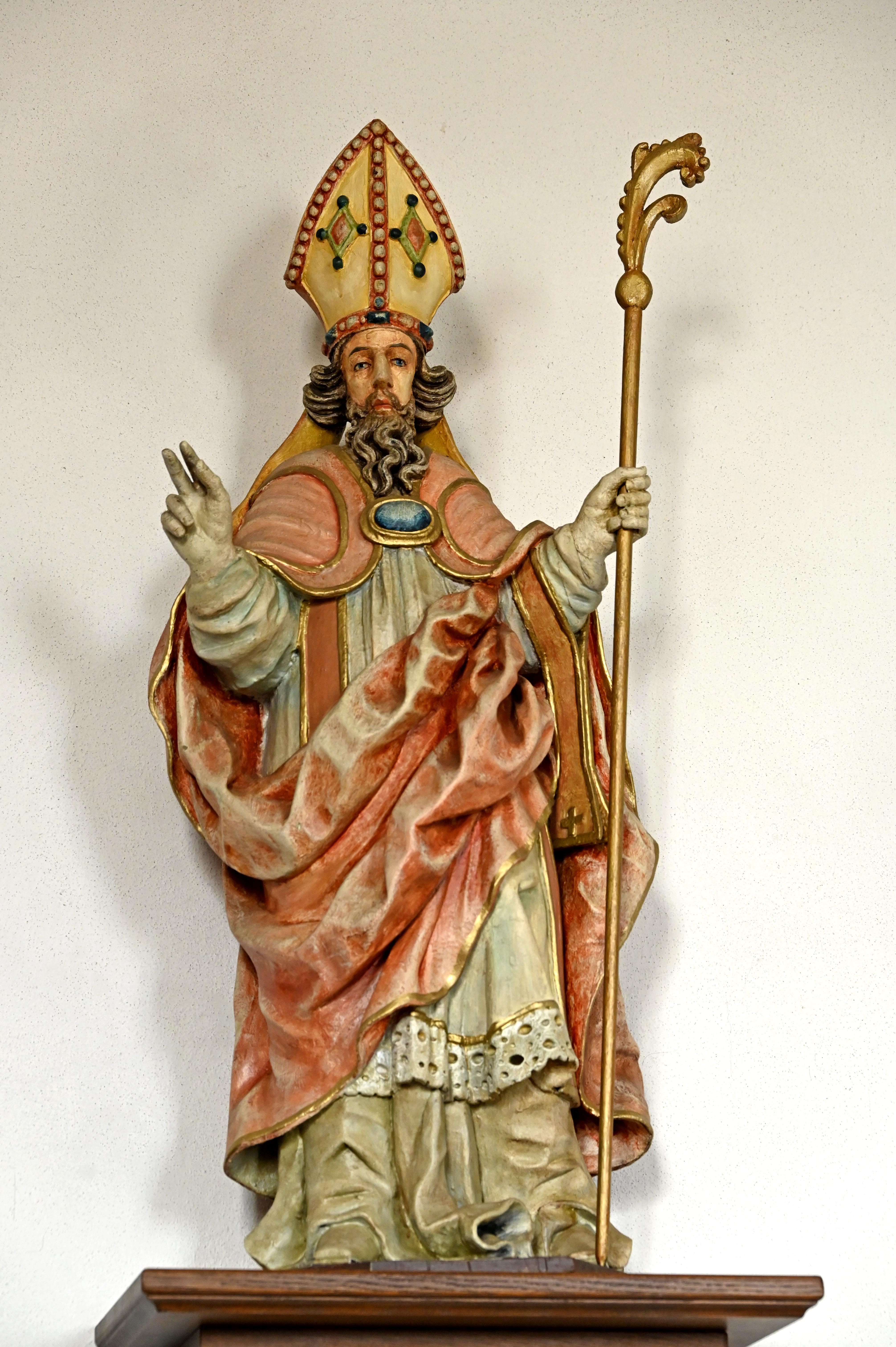
Statue St. Agilolf
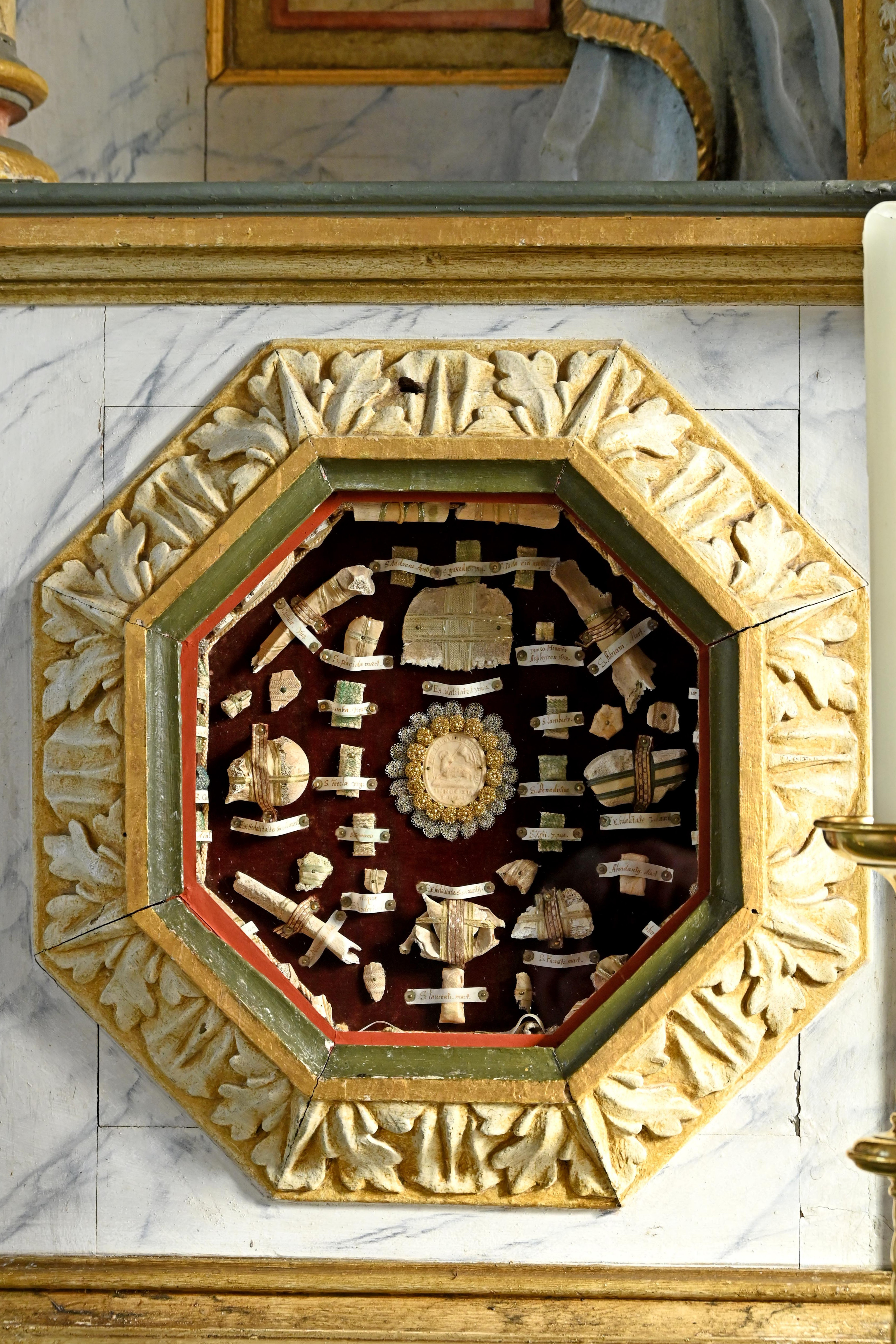
Reliquiar
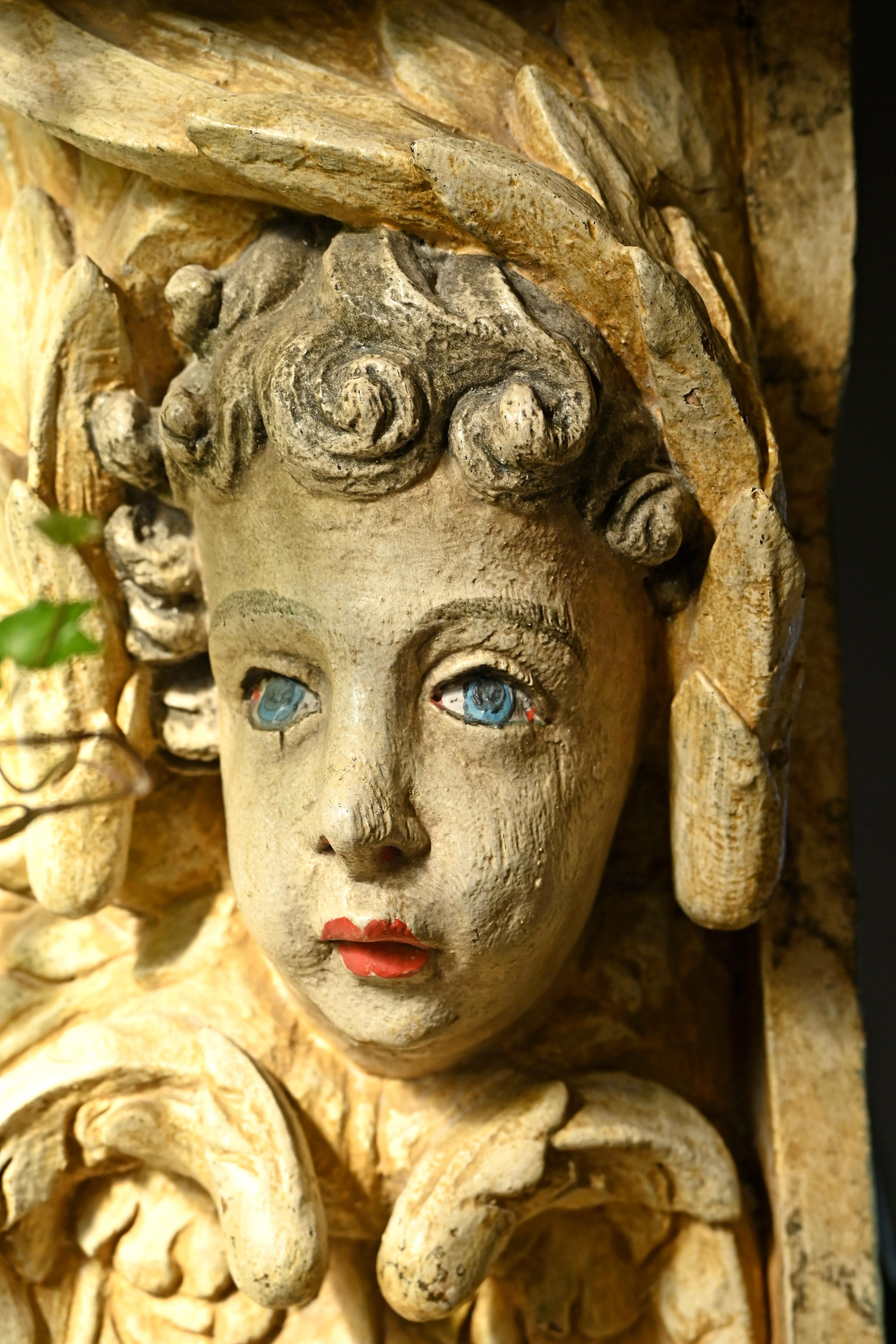
Engelkopf
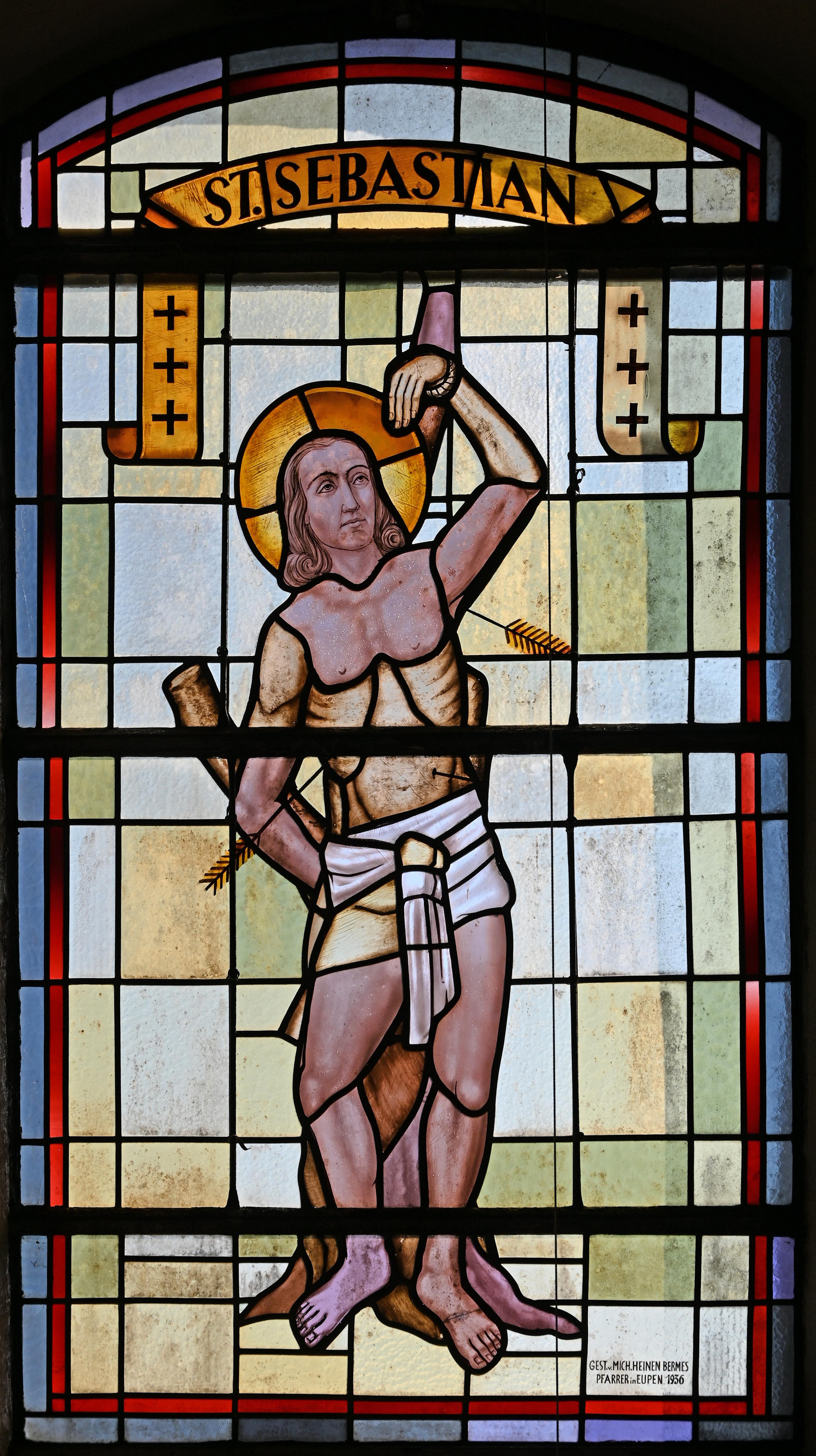
Sebastiansfenster